# Galeria Wzgórze
Galeria Wzgórze – utworzona 16 kwietnia 1987 r. placówka kulturalna znajdująca się w Bielsku-Białej, przy ul. Wzgórze 4 na Starym Mieście. 
Jej twórcą i właścicielem jest Franciszek Kukioła. W ramach Galerii działa m.in.: klub muzyczny, kawiarnia, komercyjna galeria sztuki oraz kino Bielskie Kino Niezależne. Ponadto organizuje ona wykłady, spotkania filozoficzne, wieczorki poetyckie, wystawy autorskie itp.

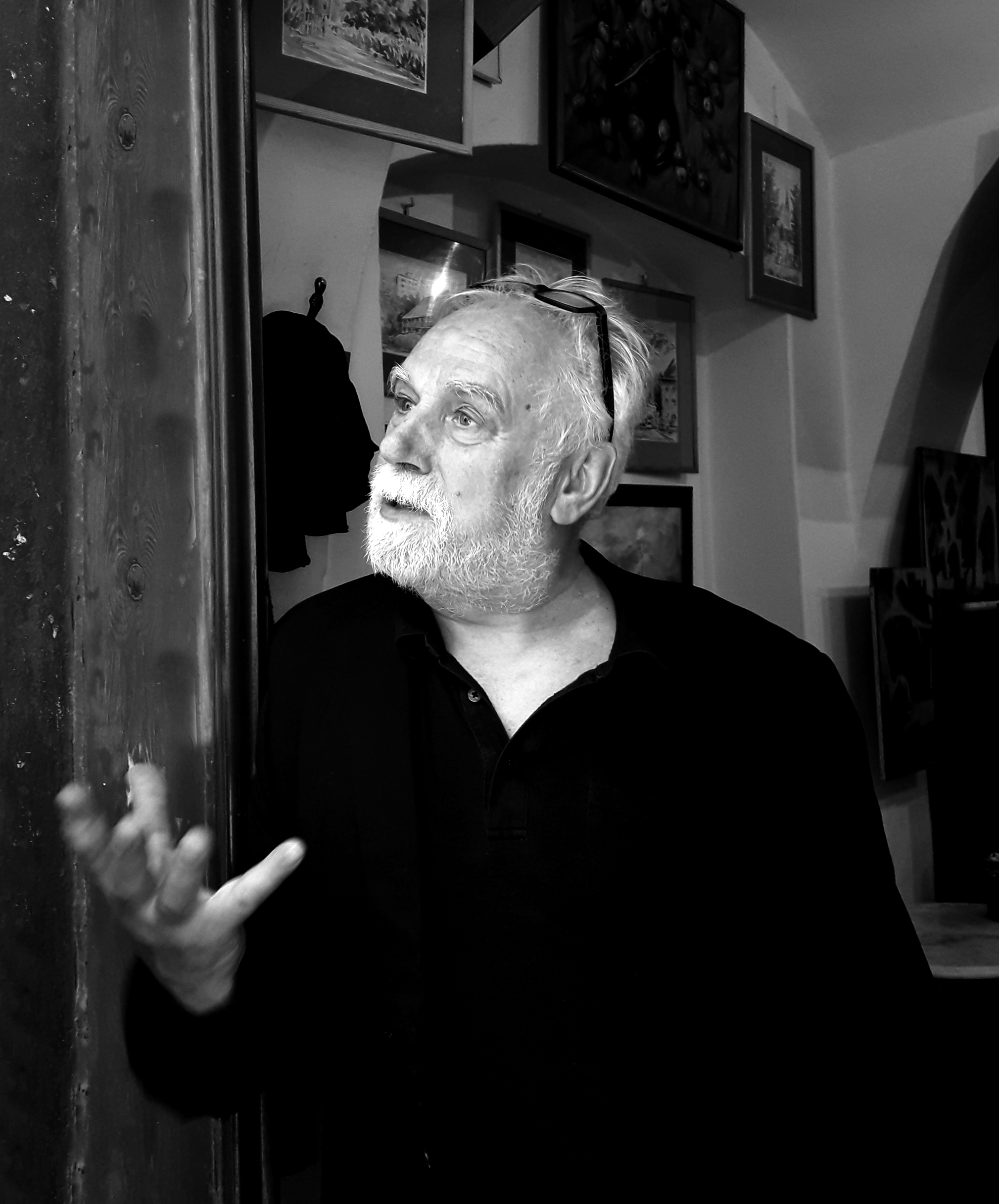
Franciszek Kukioła